# Линтер (коммуна)
Линтер (нидерл. Linter) — муниципалитет в Центральной Бельгии, провинция Фламандский Брабант.
В состав муниципалитета входят города Дрислинтер, Мельквезер, Нерхеспен (где расположена кинологическая школа бельгийской полиции), Нерлинтер, Орсмаал-Гуссенховен, Оверхеспен и Воммерсом.
На 1 января 2018 года в Линтере проживало 7 255 человек. Общая площадь составляет 36,37 км², плотность населения 200 человек на 1 км².

## Города-партнёры
- Меринг Германия

## Известные уроженцы
- Схеперс, Альфонс (1907—1984) — бельгийский профессиональный шоссейный велогонщик.